# Human Rights Now!
Human Rights Now! fue una gira musical de veinte conciertos organizados por Amnistía Internacional. La gira, que tuvo lugar durante seis semanas de 1988, no fue organizada con el fin de recaudar fondos para la organización no gubernamental, sino para concienciar sobre la Declaración Universal de los Derechos Humanos en el 40.º aniversario de su ratificación y sobre el trabajo de Amnistía Internacional. Los conciertos incluyeron músicos como Bruce Springsteen y The E Street Band, Sting, Peter Gabriel, Tracy Chapman y Youssou N'Dour, además de otros artistas de cada país donde se organizaron conciertos. 
La gira no solo contó con la participación de músicos, sino también con la de activistas pro-derechos humanos y de antiguos presos de conciencia, liderados por Sonny Venkatrathnam de Sudáfrica. En cada localidad, los artistas y los líderes de Amnistía Internacional organizaron conferencias para discutir acerca de los derechos humanos, y a los asistentes a los conciertos se les proporcionaron copias de la Declaración Universal en sus respectivas lenguas.
Gran parte de la gira fue posible gracias a la financiación de la Fundación Reebok. Los veinte conciertos fueron la segunda etapa de lo que posteriormente se conoció como Human Rights Concerts, una serie de eventos musicales y giras 
organizadas por la sección estadounidense de Amnistía Internacional entre 1986 y 1988.

## Trasfondo
La gira fue originalmente concebida por el director ejecutivo de Amnistía Internacional, Jack Healey, tras una sugerencia del anterior director ejecutivo, David Hawk, y del productor Martin Lewis, quien había reclutado anteriormente a músicos de rock para tocar en los conciertos benéficos The Secret Policeman's Balls.
Healey desarrolló el concepto de la gira con el promotor musical Bill Graham, que trabajó anteriormente con Healey en la gira A Conspiracy of Hope como director. Healey participó como productor ejecutivo, liderando un equipo de tres productores: Mary Daly, Jessica Neuwirth y James Radner, padre de George Radner. Las estrategias de los medios para la gira, basados en conceptos de Healey y Lewis, fueron desarrollados por ambos y ejecutados por el director Magdeleno Rose-Avela y por Charles Fulwood, director de comunicaciones de Amnistía Internacional EE. UU. El propósito de la gira fue hacer participar a los artistas, a los medios y al público en la causa de los Derechos Humanos y profundizar la participación de los activistas existentes.
La gira fue anunciada en abril, con Sting y Peter Gabriel como cabezas de cartel. Jackson Browne y Robert Cray también estaban en un principio en el anuncio pero al final no participaron. Por su parte, Bruce Springsteen se unió a posteriori, anunciando su participación durante una emisión de radio de un concierto suyo en Estocolmo, Suecia. 
Hubo también dilemas sobre algunos de los países y escenarios. Algunos conciertos fueron organizados en localizaciones remotas. En otros casos, los gobiernos anfitriones mostraron reticencias a los mensajes de libertad y democracia promulgados en los conciertos. Dentro de los países comunistas, Healey solo pudo organizar un concierto en Hungría, y solo después de un cambio gubernamental aperturista. Un miembro del Politburó del Partido Comunista soviético acudió al concierto de Budapest, lo cual supuso el primer encuentro oficial entre representantes de Amnistía Internacional y el Gobierno de la Unión Soviética.

## Fechas
| Fecha                    | Ciudad       | País            | Escenario                                  | Artistas invitados                       |
| Europa                   | Europa       | Europa          | Europa                                     | Europa                                   |
| ------------------------ | ------------ | --------------- | ------------------------------------------ | ---------------------------------------- |
| 2 de septiembre de 1988  | Londres      | Inglaterra      | Estadio Wembley                            |                                          |
| 4 de septiembre de 1988  | París        | Francia         | Palais Omnisports de Paris-Bercy           | Michel Jonasz                            |
| 5 de septiembre de 1988  | París        | Francia         | Palais Omnisports de Paris-Bercy           | Michel Jonasz                            |
| 6 de septiembre de 1988  | Budapest     | Hungría         | Népstadion                                 | Hobo Blues Band, János Bródy             |
| 8 de septiembre de 1988  | Turín        | Italia          | Stadio Comunale                            | Claudio Baglioni                         |
| 10 de septiembre de 1988 | Barcelona    | España          | Camp Nou                                   | El Último de la Fila                     |
| Norteamérica             |              |                 |                                            |                                          |
| 13 de septiembre de 1988 | San José     | Costa Rica      | Estadio Nacional                           | Guadalupe Urbina                         |
| 15 de septiembre de 1988 | Toronto      | Canadá          | Maple Leaf Gardens                         | K. D. Lang                               |
| 17 de septiembre de 1988 | Montreal     | Canadá          | Estadio Olympic                            | K. D. Lang, Michel Rivard, Daniel Lavoie |
| 19 de septiembre de 1988 | Filadelfia   | Estados Unidos  | Estadio JFK                                | Joan Báez                                |
| 21 de septiembre de 1988 | Los Ángeles  | Estados Unidos  | Los Angeles Memorial Coliseum              | Joan Báez, Bono y The Edge               |
| 23 de septiembre de 1988 | Oakland      | Estados Unidos  | Oakland Coliseum                           | Joan Báez, Roy Orbison                   |
| Asia                     |              |                 |                                            |                                          |
| 27 de septiembre de 1988 | Tokio        | Japón           | Tokyo Dome                                 |                                          |
| 30 de septiembre de 1988 | Nueva Delhi  | India           | Estadio Jawaharlal Nehru                   | L. Shankar, Zakir Hussain                |
| Europa                   |              |                 |                                            |                                          |
| 3 de octubre de 1988     | Atenas       | Grecia          | Estadio Olympic                            | George Dalaras                           |
| África                   |              |                 |                                            |                                          |
| 7 de octubre de 1988     | Harare       | Zimbabue        | Estadio de Deportes Nacionales de Zimbabue | Oliver Mtukudzi, Ilanga, Cde Chinx       |
| 9 de octubre de 1988     | Abiyán       | Costa de Marfil | Stade Houphouët-Boigny                     |                                          |
| Sudamérica               |              |                 |                                            |                                          |
| 12 de octubre de 1988    | São Paulo    | Brasil          | Parque Antártica                           | Milton Nascimento con Pat Metheny        |
| 14 de octubre de 1988    | Mendoza      | Argentina       | Estadio Mundialista Mendoza                | Los Prisioneros, Markama, Inti-Illimani  |
| 15 de octubre de 1988    | Buenos Aires | Argentina       | Estadio River Plate                        | León Gieco, Charly García                |